# Metastelma pubipetalum
Metastelma pubipetalum är en oleanderväxtart som först beskrevs av Brother Alain, och fick sitt nu gällande namn av S. Liede. Metastelma pubipetalum ingår i släktet Metastelma och familjen oleanderväxter. Inga underarter finns listade i Catalogue of Life.